# ویپسنید
ویپسنید (به انگلیسی: Whipsnade) یک روستا و محله مدنی در بریتانیا است که در Central Bedfordshire واقع شده‌است. ویپسنید ۴۵۷ نفر جمعیت دارد.